# San Marino a 2004. évi nyári olimpiai játékokon
San Marino a görögországi Athénban megrendezett 2004. évi nyári olimpiai játékok egyik részt vevő nemzete volt. Az országot az olimpián 3 sportágban 5 sportoló képviselte, akik érmet nem szereztek.

## Atlétika
Férfi

| Versenyző           | Versenyszám | Előfutam | Előfutam | Előfutam | Negyeddöntő | Negyeddöntő | Negyeddöntő | Elődöntő | Elődöntő | Elődöntő | Döntő   | Döntő    |
| Versenyző           | Versenyszám | Idő      | Hely.    | Össz.    | Idő         | Hely.       | Össz.       | Idő      | Hely.    | Össz.    | Idő     | Helyezés |
| ------------------- | ----------- | -------- | -------- | -------- | ----------- | ----------- | ----------- | -------- | -------- | -------- | ------- | -------- |
| Gian Nicola Berardi | 100 m       | 10,76    | 7.       | 63.*     | kiesett     | kiesett     | kiesett     | kiesett  | kiesett  | kiesett  | kiesett | kiesett  |

* - két másik versenyzővel azonos időt ért el

## Sportlövészet
Férfi

| Versenyző       | Versenyszám | Selejtező | Selejtező | Döntő   | Döntő    |
| Versenyző       | Versenyszám | Pont      | Helyezés  | Pont    | Helyezés |
| --------------- | ----------- | --------- | --------- | ------- | -------- |
| Francesco Amici | Trap        | 119       | 7.*       | kiesett | kiesett  |

Női

| Versenyző       | Versenyszám | Selejtező | Selejtező | Döntő   | Döntő    |
| Versenyző       | Versenyszám | Pont      | Helyezés  | Pont    | Helyezés |
| --------------- | ----------- | --------- | --------- | ------- | -------- |
| Emanuela Felici | Trap        | 60        | 7.**      | kiesett | kiesett  |

* - 2 ponttal lemaradva a döntőről összesen hat versenyző végzett holtversenyben a 7. helyen

** - holtversenyben a 6. helyen végzett, a szétlövést követően kiesett

## Úszás
Férfi

| Versenyző         | Versenyszám | Előfutam | Előfutam | Előfutam | Elődöntő | Elődöntő | Elődöntő | Döntő   | Döntő    |
| Versenyző         | Versenyszám | Idő      | Hely.    | Össz.    | Idő      | Hely.    | Össz.    | Idő     | Helyezés |
| ----------------- | ----------- | -------- | -------- | -------- | -------- | -------- | -------- | ------- | -------- |
| Diego Mularoni    | 200 m gyors | 1:56,18  | 8.       | 56.      | kiesett  | kiesett  | kiesett  | kiesett | kiesett  |
| Emanuele Nicolini | 400 m gyors | 4:08,28  | 3.       | 42.      | kiesett  | kiesett  | kiesett  | kiesett | kiesett  |